# 헬 샐러맨더
헬 샐러맨더 트웰브 오퍼레이트(Hell Salamander Twelve Operate)는 베이블레이드 버스트에 등장하는 베이이다.

## 파츠
- 레이어: 헬 샐러맨더(HS)
- 디스크: '트웰브(12)
- 드라이버: 오퍼레이트(O)

## 사용자
- 고슈인 스오우

## 설명
헬 샐러맨더 레이어는 트윈 네메시스처럼 뒷면에 잠금장치를 풀어 메탈 파츠를 움직여 모드를 바꾼다. 차이점은 헬 샐러맨더는 잠금장치가 하나만 있다는 점. 10개의 날로 공격을 막아내는 방어 모드와 날개를 겹친 공격 모드 중 하나를 선택해서 사용할 수 있다.
조금 낮은 4클릭을 가지고 있지만 레이어의 형태가 잘 잡혀 있어서 버스트는 쉽게 나지 않는다. 하지만 어택 모드는 디펜스 모드에 비해 공격력과 버스트 내성이 좋지 않아 디펜스 모드만 사용된다. 무게는 21.27g으로, 초Z 레이어들 중 4번째로 무겁다. 오퍼레이트 드라이버는 디펜스 형태의 축을 바깥으로 밀어서 불규칙한 공격을 가하는 공격 모드로 바꿀 수 있는 변형 드라이버. 고정장치가 공격 모드에만 있고, 디펜스 모드에는 없기 때문에 디펜스 모드에서 충격을 받으면 축이 제멋대로 밀려서 강제로 공격 모드로 바뀌는 문제가 있다.

## 기술
- 블레이드 체인지

## 같이 보기
베이블레이드 버스트의 베이 목록